# Серафим Тодоров
Серафим Симеонов Тодоров (буг. Серафим Тодоров; 6. јул 1969, Пештера) је бивши бугарски боксер ромског поријекла. Био је члан боксерског клуба "Славија" Софија.

## Биографија
Јуниорски првак Европе постао је 1986. године. На Олимпијским играма 1988. елиминисан је у четвртфиналу. На Свјетском првенству у аматерском боксу 1989. године освојио је сребрну медаљу у категорији бентам, а исте године постао је и европски шампион. Био је финалиста на Играма добре воље 1990. у САД. Наредне године, 1991, постао је свјетски и европски шампион и проглашен је за бугарског спортисту године. На Олимпијским играма 1992. дошао је до четвртфинала. Након Олимпијских игара прелази у перолаку категорију. Свјетски и европски првак поново постаје 1993. године, што му опет доноси титулу бугарског спортисте године. Титулу свјетског првака одбранио је 1995. На Олимпијским играма 1996. у полуфиналу је на поене добио американца Флојда Мејведера. Ово је био једини пораз Мејведера до његовог пензионисања 2017. године. Тодоров је освојио сребрену олимпијску медаљу након што је у финалу поражен од Сомлука Камсинга са Тајланда. Три пута је освајао најважнији боксерски турнир у Бугарској - Куп Страња (1989, 1993 и 1996). Такмичио се и у њемачкој лиги.  На врхунцу своје славе, менаџери из САД и Аустралије су жељели да постане професионални боксер, али је он то одбио. Ипак, након несугласица са својим бугарским клубом и безуспјешног покушаја да добије држављанство Турске постаје професионални боксер 1998. Имао је шест професионалних борби од којих је пет побиједио. Каријеру је завршио 2003. Тодоров је 2010. године позвао пјесника, новинара и његовог пријатеља Христа Христова да напишу биографску књигу о њему. Када су интервјуи почели, Христов није могао да поднесе причу о Серафимовом животу и замолио га је да не објави књигу. Обојица су одустали од идеје.
Године 2019. глумио је у играном филму „Фотографија са Јукијем“.